# بونا (تگزاس)
بونا (به انگلیسی: Buna) یک منطقهٔ مسکونی در ایالات متحده آمریکا است که در شهرستان جسپر، تگزاس واقع شده‌است. بونا ۱۵٫۴ کیلومتر مربع مساحت و ۲٬۲۶۹ نفر جمعیت دارد و ۲۳ متر بالاتر از سطح دریا واقع شده‌است.